# La maldita maquinita
La maldita maquinita es una historieta de 1999 del autor de cómics español Francisco Ibáñez, perteneciente a su serie Mortadelo y Filemón.

## Trayectoria editorial
Firmada en 1998 y publicada en 1999 en el número 147 de la Colección Olé.

## Sinopsis
De nuevo Mortadelo y Filemón tendrán que volver a probar la máquina del cambiazo del Profesor Bacterio, esta vez modificada y actualizada con nuevas funciones, como por ejemplo, que la máquina ahora es móvil.

## Comentarios
Se decidió retomar el argumento clásico de la antigua historieta, La máquina del cambiazo, con motivo del 40 aniversario de existencia de Mortadelo y Filemón.